# جاجان
جاجان هي قرية في مقاطعة ورزقان، إيران. عدد سكان هذه القرية هو 772 في سنة 2006.